# Veronica tenuifolia
Veronica tenuifolia là một loài thực vật có hoa trong họ Mã đề. Loài này được Asso miêu tả khoa học đầu tiên năm 1779.